# Evaniella eocenica
Evaniella eocenica är en stekelart som beskrevs av Sawoniewicz och Kupryjanowicz 2003. Evaniella eocenica ingår i släktet Evaniella och familjen hungersteklar. Inga underarter finns listade i Catalogue of Life.